# هروز سفلی
هروز سفلی، روستایی از توابع بخش کوهساران شهرستان راور در استان کرمان ایران است.

## جمعیت
این روستا در دهستان هروز قرار دارد و براساس سرشماری مرکز آمار ایران در سال ۱۳۸۵، جمعیت آن ۱۷۶ نفر (۵۰خانوار) بوده‌است.